# Junior Bonsenge
Junior Bonsenge (1 november 2003) is een Belgisch basketballer.

## Carrière
Bonsenge speelde in de jeugd van Royal IV Brussels en speelde bij de club tot in 2022. In 2022 maakte hij de overstap naar Kangoeroes Mechelen B waar hij een seizoen speelde en topschutter werd in de derde klasse. Hij maakte met Mechelen ook zijn debuut in de BNXT League. In het seizoen 2023/24 speelde hij voor derdeklasser Bavi Vilvoorde en op dubbele licentie bij de eersteklasser Brussels Basketball. Voor het seizoen 2024/25 keerde hij terug naar Royal IV Brussels maar bleef op dubbele licentie uitkomen voor Brussels Basketball in de BNXT League. Hij blesseerde zich op het einde van het seizoen.